# Guangzhou International Women's Open 2018 - Qualificazioni singolare
Le qualificazioni del singolare femminile del Guangzhou International Women's Open 2018 sono state un torneo di tennis preliminare per accedere alla fase finale della manifestazione. Le vincitrici dell'ultimo turno sono entrate di diritto nel tabellone principale. In caso di ritiro di una o più giocatrici aventi diritto a queste sono subentrati le lucky loser, ossia le giocatrici che hanno perso nell'ultimo turno ma che avevano una classifica più alta rispetto alle altre partecipanti che avevano comunque perso nel turno finale.

## Teste di serie
1. Zhu Lin (ultimo turno)
2. Claire Liu (ultimo turno)
3. Han Xinyun (primo turno)
4. Lizette Cabrera (qualificata)
5. Danka Kovinić (ultimo turno)
6. Lu Jiajing (qualificata)

1. Ivana Jorović (qualificata)
2. Xun Fangying (primo turno)
3. Karman Thandi (qualificata)
4. Deniz Khazaniuk (qualificata)
5. Zhang Kailin (ultimo turno)
6. Xun Fangying (ultimo turno)

## Qualificate
1. Ivana Jorović
2. Deniz Khazaniuk
3. Guo Hanyu

1. Lizette Cabrera
2. Karman Thandi
3. Lu Jiajing

## Tabellone

### Legenda
| - Q = Qualificato - WC = Wild card - LL = Lucky loser | - ALT = Alternate - SE = Special Exempt - PR = Protected Ranking | - w/o = Walkover - r = Ritirato - d = Squalificato |

### Sezione 1
|  | Primo turno | Primo turno   | Primo turno   | Primo turno | Primo turno |  |  | Ultimo turno | Ultimo turno  | Ultimo turno  | Ultimo turno | Ultimo turno |  |
|  |             |               |               |             |             |  |  |              |               |               |              |              |  |
|  | 1           | Zhu Lin       | Zhu Lin       | 6           | 6           |  |  |              |               |               |              |              |  |
|  | WC          | Wang Meiling  | Wang Meiling  | 1           | 3           |  |  | 1            | Zhu Lin       | Zhu Lin       | 2            | 1            |  |
|  |             | Liang En-shuo | Liang En-shuo | 1           | 1           |  |  | 7            | Ivana Jorović | Ivana Jorović | 6            | 6            |  |
|  | 7           | Ivana Jorović | Ivana Jorović | 6           | 6           |  |  |              |               |               |              |              |  |

### Sezione 2
|  | Primo turno | Primo turno         | Primo turno         | Primo turno | Primo turno |  |  | Ultimo turno | Ultimo turno    | Ultimo turno    | Ultimo turno | Ultimo turno |  |
|  |             |                     |                     |             |             |  |  |              |                 |                 |              |              |  |
|  | 2           | Claire Liu          | Claire Liu          | 6           | 6           |  |  |              |                 |                 |              |              |  |
|  | WC          | Ren Jiaqi           | Ren Jiaqi           | 3           | 0           |  |  | 2            | Claire Liu      | Claire Liu      | 1            | 5            |  |
|  |             | Abigail Tere-Apisah | Abigail Tere-Apisah | 3           | 2           |  |  | 10           | Deniz Khazaniuk | Deniz Khazaniuk | 6            | 7            |  |
|  | 10          | Deniz Khazaniuk     | Deniz Khazaniuk     | 6           | 6           |  |  |              |                 |                 |              |              |  |

### Sezione 3
|  | Primo turno | Primo turno  | Primo turno | Primo turno | Primo turno |  |  | Ultimo turno | Ultimo turno | Ultimo turno | Ultimo turno | Ultimo turno |  |
|  |             |              |             |             |             |  |  |              |              |              |              |              |  |
|  | 3           | Han Xinyun   | 6           | 3           | 0           |  |  |              |              |              |              |              |  |
|  | WC          | Guo Hanyu    | 3           | 6           | 6           |  |  | WC           | Guo Hanyu    | Guo Hanyu    | 6            | 6            |  |
|  |             | Yuan Yue     | 2           | 6           | 6           |  |  |              | Yuan Yue     | Yuan Yue     | 2            | 4            |  |
|  | 8           | Xun Fangying | 6           | 4           | 3           |  |  |              |              |              |              |              |  |

### Sezione 4
|  | Primo turno | Primo turno     | Primo turno   | Primo turno | Primo turno |  |  | Ultimo turno | Ultimo turno    | Ultimo turno | Ultimo turno | Ultimo turno |  |
|  |             |                 |               |             |             |  |  |              |                 |              |              |              |  |
|  | 4           | Lizette Cabrera | 3             | 7           | 6           |  |  |              |                 |              |              |              |  |
|  |             | Xu Shilin       | 6             | 63          | 3           |  |  | 4            | Lizette Cabrera | 4            | 7            | 7            |  |
|  |             | Hiroko Kuwata   | Hiroko Kuwata | 1           | 2           |  |  | 11           | Zhang Kailin    | 6            | 5            | 6(1)         |  |
|  | 11          | Zhang Kailin    | Zhang Kailin  | 6           | 6           |  |  |              |                 |              |              |              |  |

### Sezione 5
|  | Primo turno | Primo turno   | Primo turno   | Primo turno | Primo turno |  |  | Ultimo turno | Ultimo turno  | Ultimo turno | Ultimo turno | Ultimo turno |  |
|  |             |               |               |             |             |  |  |              |               |              |              |              |  |
|  | 5           | Danka Kovinić | Danka Kovinić | 6           | 6           |  |  |              |               |              |              |              |  |
|  | WC          | Liu Yanni     | Liu Yanni     | 3           | 1           |  |  | 5            | Danka Kovinić | 3            | 7            | 3            |  |
|  |             | Kang Jiaqi    | Kang Jiaqi    | 2           | 2           |  |  | 9            | Karman Thandi | 6            | 5            | 6            |  |
|  | 9           | Karman Thandi | Karman Thandi | 6           | 6           |  |  |              |               |              |              |              |  |

### Sezione 6
|  | Primo turno | Primo turno    | Primo turno | Primo turno | Primo turno |  |  | Ultimo turno | Ultimo turno   | Ultimo turno | Ultimo turno | Ultimo turno |  |
|  |             |                |             |             |             |  |  |              |                |              |              |              |  |
|  | 6           | Lu Jiajing     | Lu Jiajing  | 6           | 6           |  |  |              |                |              |              |              |  |
|  |             | Sun Xuliu      | Sun Xuliu   | 0           | 1           |  |  | 6            | Lu Jiajing     | 6            | 4            | 6            |  |
|  |             | Gai Ao         | 1           | 6           | 1           |  |  | 12           | Junri Namigata | 2            | 6            | 4            |  |
|  | 12          | Junri Namigata | 6           | 3           | 6           |  |  |              |                |              |              |              |  |